# Evolução dos recordes mundiais de salto em altura
Esta é a lista que demonstra a evolução dos recordes mundiais, masculino e feminino, de salto em altura, na categoria de seniores.

## Homens
| Marca  | Nome                | País               | Data                   | Local       |
| ------ | ------------------- | ------------------ | ---------------------- | ----------- |
| 2.45 m | Javier Sotomayor    | Cuba               | 27 de julho de 1993    | Salamanca   |
| 2.44 m | Javier Sotomayor    | Cuba               | 29 de julho de 1989    | San Juan    |
| 2.43 m | Javier Sotomayor    | Cuba               | 8 de setembro de 1988  | Salamanca   |
| 2.42 m | Patrik Sjöberg      | Suécia             | 30 de junho de 1987    | Estocolmo   |
| 2.41 m | Igor Paklin         | União Soviética    | 4 de setembro de 1985  | Kobe        |
| 2.40 m | Rudolf Povarnitsyn  | União Soviética    | 11 de agosto de 1985   | Donetsk     |
| 2.39 m | Zhu Jianhua         | China              | 10 de junho de 1984    | Eberstadt   |
| 2.38 m | Zhu Jianhua         | China              | 22 de setembro de 1983 | Xangai      |
| 2.37 m | Zhu Jianhua         | China              | 11 de junho de 1983    | Pequim      |
| 2.36 m | Gerd Wessig         | Alemanha Oriental  | 1 de agosto de 1980    | Moscovo     |
| 2.35 m | Dietmar Mögenburg   | Alemanha Ocidental | 26 de maio de 1980     | Rehlingen   |
| 2.35 m | Jacek Wszoła        | Polónia            | 25 de maio de 1980     | Eberstadt   |
| 2.34 m | Vladimir Yashchenko | União Soviética    | 16 de junho de 1978    | Tbilisi     |
| 2.33 m | Vladimir Yashchenko | União Soviética    | 3 de julho de 1977     | Richmond    |
| 2.32 m | Dwight Stones       | Estados Unidos     | 4 de agosto de 1976    | Filadélfia  |
| 2.31 m | Dwight Stones       | Estados Unidos     | 5 de junho de 1976     | Filadélfia  |
| 2.30 m | Dwight Stones       | Estados Unidos     | 11 de julho de 1973    | Munique     |
| 2.29 m | Patrick Matzdorf    | Estados Unidos     | 3 de julho de 1971     | Berkeley    |
| 2.28 m | Valeriy Brumel      | União Soviética    | 21 de julho de 1963    | Moscovo     |
| 2.27 m | Valeriy Brumel      | União Soviética    | 29 de setembro de 1962 | Moscovo     |
| 2.26 m | Valeriy Brumel      | União Soviética    | 22 de julho de 1962    | Palo Alto   |
| 2.25 m | Valeriy Brumel      | União Soviética    | 31 de agosto de 1961   | Sófia       |
| 2.24 m | Valeriy Brumel      | União Soviética    | 16 de julho de 1961    | Moscovo     |
| 2.23 m | Valeriy Brumel      | União Soviética    | 18 de junho de 1961    | Moscovo     |
| 2.18 m | John Thomas         | Estados Unidos     | 24 de junho de 1960    | Bakersfield |
| 2.17 m | John Thomas         | Estados Unidos     | 21 de maio de 1960     | Cambridge   |
| 2.17 m | John Thomas         | Estados Unidos     | 30 de abril de 1960    | Filadélfia  |
| 2.16 m | Yuriy Stepanov      | União Soviética    | 13 de julho de 1957    | Leningrad   |
| 2.15 m | Charles Dumas       | Estados Unidos     | 29 de junho de 1956    | Los Angeles |
| 2.12 m | Walt Davis          | Estados Unidos     | 27 de junho de 1953    | Dayton      |
| 2.11 m | Lester Steers       | Estados Unidos     | 17 de junho de 1941    | Los Angeles |
| 2.09 m | Melvin Walker       | Estados Unidos     | 12 de agosto de 1937   | Malmö       |
| 2.07 m | David Albriton      | Estados Unidos     | 12 de julho de 1936    | Nova York   |
| 2.07 m | Cornelius Johnson   | Estados Unidos     | 12 de julho de 1936    | Nova York   |
| 2.06 m | Walter Marty        | Estados Unidos     | 28 de abril de 1934    | Palo Alto   |
| 2.04 m | Walter Marty        | Estados Unidos     | 13 de maio de 1933     | Fresno      |
| 2.03 m | Harold Osborn       | Estados Unidos     | 27 de maio de 1924     | Urbana      |
| 2.01 m | Edward Beeson       | Estados Unidos     | 2 de maio de 1914      | Berkeley    |
| 2.00 m | George Horine       | Estados Unidos     | 18 de maio de 1912     | Palo Alto   |

## Mulheres
| Marca   | Nome                | País               | Data                   | Local            |
| ------- | ------------------- | ------------------ | ---------------------- | ---------------- |
| 2.10 m  | Yaroslava Mahuchikh | Ucrânia            | 7 de julho de 2024     | Paris            |
| 2.09 m  | Stefka Kostadinova  | BUL Bulgária       | 30 de agosto de 1987   | Roma             |
| 2.08 m  | Stefka Kostadinova  | BUL Bulgária       | 31 de maio de 1986     | Sófia            |
| 2.07 m  | Stefka Kostadinova  | BUL Bulgária       | 25 de maio de 1986     | Sófia            |
| 2.07 m  | Lyudmila Andonova   | BUL Bulgária       | 20 de julho de 1984    | Berlim Leste     |
| 2.05 m  | Tamara Bykova       | União Soviética    | 22 de junho de 1984    | Kiev             |
| 2.04 m  | Tamara Bykova       | União Soviética    | 25 de agosto de 1983   | Pisa             |
| 2.03 m  | Tamara Bykova       | União Soviética    | 21 de agosto de 1983   | Londres          |
| 2.03 m  | Ulrike Meyfarth     | Alemanha Ocidental | 21 de agosto de 1983   | Londres          |
| 2.02 m  | Ulrike Meyfarth     | Alemanha Ocidental | 8 de setembro de 1982  | Atenas           |
| 2.01 m  | Sara Simeoni        | Itália             | 31 de agosto de 1978   | Praga            |
| 2.01 m  | Sara Simeoni        | Itália             | 4 de agosto de 1978    | Brescia          |
| 2.00 m  | Rosemarie Ackermann | Alemanha Oriental  | 26 de agosto de 1977   | Berlim Oeste     |
| 1.97 m  | Rosemarie Ackermann | Alemanha Oriental  | 26 de agosto de 1977   | Berlim Oeste     |
| 1.97 m  | Rosemarie Ackermann | Alemanha Oriental  | 14 de agosto de 1977   | Helsínquia       |
| 1.96 m  | Rosemarie Ackermann | Alemanha Oriental  | 3 de julho de 1977     | Dresden          |
| 1.96 m  | Rosemarie Ackermann | Alemanha Oriental  | 8 de maio de 1976      | Dresden          |
| 1.95 m  | Rosemarie Ackermann | Alemanha Oriental  | 8 de setembro de 1974  | Roma             |
| 1.94 m  | Rosemarie Ackermann | Alemanha Oriental  | 24 de agosto de 1974   | Berlim Leste     |
| 1.94 m  | Yordanka Blagoeva   | BUL Bulgária       | 24 de setembro de 1972 | Zagreb           |
| 1.92 m  | Ulrike Meyfarth     | Alemanha Ocidental | 4 de setembro de 1972  | Munique          |
| 1.92 m  | Ilona Gusenbauer    | Áustria            | 4 de setembro de 1971  | Viena            |
| 1.91 m  | Iolanda Balaş       | Roménia            | 16 de julho de 1961    | Sófia            |
| 1.90 m  | Iolanda Balaş       | Roménia            | 8 de julho de 1961     | Budapeste        |
| 1.88 m  | Iolanda Balaş       | Roménia            | 18 de junho de 1961    | Varsóvia         |
| 1.87 m  | Iolanda Balaş       | Roménia            | 15 de abril de 1961    | Bucareste        |
| 1.86 m  | Iolanda Balaş       | Roménia            | 10 de julho de 1960    | Bucareste        |
| 1.85 m  | Iolanda Balaş       | Roménia            | 6 de junho de 1960     | Bucareste        |
| 1.84 m  | Iolanda Balaş       | Roménia            | 21 de setembro de 1959 | Bucareste        |
| 1.83 m  | Iolanda Balaş       | Roménia            | 18 de outubro de 1958  | Bucareste        |
| 1.82 m  | Iolanda Balaş       | Roménia            | 4 de outubro de 1958   | Bucareste        |
| 1.81 m  | Iolanda Balaş       | Roménia            | 31 de julho de 1958    | Brașov           |
| 1.80 m  | Iolanda Balaş       | Roménia            | 22 de junho de 1958    | Cluj-Napoca      |
| 1.78 m  | Iolanda Balaş       | Roménia            | 7 de junho de 1958     | Bucareste        |
| 1.77 m  | Zheng Fengrong      | China              | 17 de novembro de 1957 | Pequim           |
| 1.76 m  | Iolanda Balaş       | Roménia            | 13 de outubro de 1957  | Bucareste        |
| 1.76 m  | Mildred McDaniel    | Estados Unidos     | 1 de dezembro de 1956  | Melbourne        |
| 1.75 m  | Iolanda Balaş       | Roménia            | 14 de julho de 1956    | Bucareste        |
| 1.74 m  | Thelma Hopkins      | Reino Unido        | 5 de maio de 1956      | Belfast          |
| 1.73 m  | Aleksandra Chudina  | União Soviética    | 22 de maio de 1954     | Kiev             |
| 1.72 m  | Sheila Lerwill      | Reino Unido        | 7 de julho de 1951     | Londres          |
| 1.71 m  | Fanny Blankers-Koen | Países Baixos      | 30 de maio de 1943     | Amsterdam        |
| 1.66 m  | Ilsebill Pfenning   | Suíça              | 27 de julho de 1941    | Lugano           |
| 1.66 m  | Esther van Heerden  | RSA África do Sul  | 29 de março de 1941    | Stellenbosch     |
| 1.66 m  | Dorothy Odam        | Reino Unido        | 29 de maio de 1939     | Brentwood, Essex |
| 1.65 m  | Mildred Didrikson   | Estados Unidos     | 7 de agosto de 1932    | Los Angeles      |
| 1.65 m  | Jean Shiley         | Estados Unidos     | 7 de agosto de 1932    | Los Angeles      |
| 1.62 m  | Lien Gisolf         | Países Baixos      | 12 de junho de 1932    | Amsterdam        |
| 1.605 m | Lien Gisolf         | Países Baixos      | 18 de agosto de 1929   | Maastricht       |
| 1.595 m | Ethel Catherwood    | CAN Canadá         | 5 de agosto de 1928    | Amsterdam        |
| 1.58 m  | Lien Gisolf         | Países Baixos      | 3 de julho de 1928     | Bruxelas         |
| 1.58 m  | Ethel Catherwood    | CAN Canadá         | 6 de setembro de 1926  | Regina           |
| 1.524 m | Phyllis Green       | Reino Unido        | 2 de agosto de 1926    | Londres          |
| 1.552 m | Phyllis Green       | Reino Unido        | 11 de julho de 1925    | Londres          |
| 1.485 m | Sophie Eliott-Lynn  | Reino Unido        | 6 de agosto de 1922    | Brentwood, Essex |
| 1.485 m | Elizabeth Stines    | Estados Unidos     | 26 de maio de 1923     | Leonia           |
| 1.46 m  | Nancy Vorhees       | Estados Unidos     | 20 de maio de 1922     | Simsbury         |